# پلی‌این

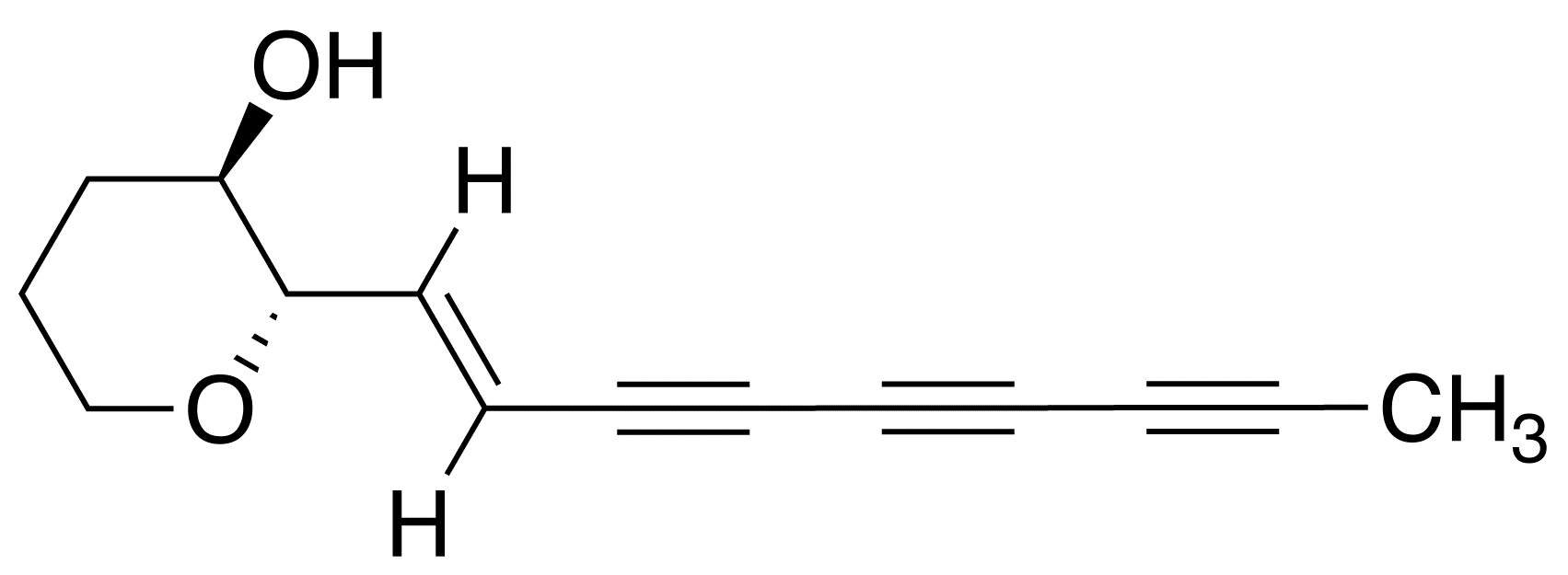
ایچتیوترئول (Ichthyothereol) یک پلی‌این است که در گیاهانی از جنس ایچتیوتر (Ichthyothere) یافت می‌شود و یک ترکیب فوق العاده سمی برای ماهی‌ها محسوبم می‌شود.

در شیمی، پی‌این (به انگلیسی: Polyyne) (‎/ˈpɒliaɪn/‎) یک ترکیب آلی که به‌طور متناوب دارای پیوندهای یگانه و سه‌گانه است. به این معنی که این مولکول حاوی مجموعه‌ای از گروه‌های آلکین به‌صورت متوالی با فرمول بسته n(−C≡C−) است که در آن مقدار n بیشتر از ۱ است. ساده‌ترین مولکول از خانواده این ترکیبات، مولکول دی‌استیلن (H-C≡C-C≡C-H) یا همان بوتادی‌این است. 